# Discographie de Blackpink
Pour un article plus général, voir Blackpink.
La discographie du girls band sud-coréen Blackpink est constituée de deux albums studio, deux extended plays et de treize singles.
Blackpink fait ses débuts avec son premier single album numérique Square One en août 2016 qui comprend les titres Whistle et Boombayah. Alors que Whistle se hisse au sommet du Gaon Digital Chart, Boombayah devient le premier hit du groupe à obtenir la première place du classement World Digital Song Sales de Billboard.
Le groupe poursuit son succès avec la sortie de son second single album Square Two quelques mois plus tard qui comprend les titres Playing with Fire et Stay.
Cette performance permettra au groupe de se faire reconnaître comme l’un des meilleurs groupe de K-pop de 2016.

## Albums

### Albums studio
| Titre     | Détails | Classements | Classements | Classements | Classements | Classements | Classements | Classements | Ventes                                                                   |
| Titre     | Détails | COR         | JAP         | ALL         | FRA         | GBR         | CAN         | USA         | Ventes                                                                   |
| --------- | --- | ----------- | ----------- | ----------- | ----------- | ----------- | ----------- | ----------- | ------------------------------------------------------------------------ |
| The Album | - Date de sortie : 2 octobre 2020 - Date de sortie : 3 août 2021 (version japonaise) - Labels : YG Entertainment, Interscope Records - Formats : CD, vinyle, cassette, téléchargement, streaming audio | 1           | 3           | 7           | 11          | 2           | 5           | 2           | - COR : plus de 1 746 000 - USA : plus de 117 000 - JAP : plus de 74 000 |
| Born Pink | - Date de sortie : 16 septembre 2022 - Labels : YG Entertainment, Interscope Records - Formats : CD, vinyle, cassette, téléchargement, streaming audio                                                 | 1           | 4           | 3           | 3           | 1           | 1           | 1           | - COR : plus de 3 000 000 - USA : plus de 101 500 - JAP : plus de 31 000 |

### Mini-albums (EP)
| Titre                                                                       | Détails | Classements | Classements | Classements | Classements | Classements | Classements | Ventes                                                               |
| Titre                                                                       | Détails | COR         | JAP         | FRA         | GBR         | CAN         | USA         | Ventes                                                               |
| --------------------------------------------------------------------------- | --- | ----------- | ----------- | ----------- | ----------- | ----------- | ----------- | -------------------------------------------------------------------- |
| Square Up                                                                   | - Date de sortie : 15 juin 2018 - Label : YG Entertainment - Formats : CD, téléchargement, streaming audio                                                                             | 1           | 11          | 125         | —           | 21          | 40          | - COR : plus de 525 000 - JAP : plus de 16 397,                      |
| Kill This Love                                                              | - Date de sortie : 5 avril 2019 - Date de sortie : 16 octobre 2019 (version japonaise) - Labels : YG Entertainment, Interscope Records - Formats : CD, téléchargement, streaming audio | 3           | 5           | —           | 40          | 8           | 24          | - COR : plus de 777 000 - JAP : plus de 39 211 - USA : plus de 9 100 |
| "—" indique que l'album ne s'est pas classé ou n'est pas sorti dans ce pays | |             |             |             |             |             |             |                                                                      |

### Compilations
| Titre                  | Détails | Classement | Ventes                |
| Titre                  | Détails | JAP        | Ventes                |
| ---------------------- | --- | ---------- | --------------------- |
| Blackpink              | - Date de sortie : 30 août 2017 - Réédition : 28 mars 2018 - Label : YGEX - Formats : CD, DVD, téléchargement, streaming audio | 1          | JAP : plus de 81 450, |
| Blackpink in Your Area | - Date de sortie : 23 novembre 2018 - Label : YGEX - Formats : CD, DVD, téléchargement, streaming audio                        | 9          | JAP : plus de 33 784  |

## Chansons

### Singles
| Année | Titre                             | Meilleures positions | Meilleures positions | Meilleures positions | Meilleures positions | Meilleures positions | Meilleures positions | Meilleures positions | Meilleures positions | Meilleures positions | Certifications                                                           | Album          |
| Année | Titre                             | COR                  | JAP                  | AUS                  | ALL                  | FRA                  | GBR                  | CAN                  | USA                  | MON                  | Certifications                                                           | Album          |
| --- | --------------------------------- | -------------------- | -------------------- | -------------------- | -------------------- | -------------------- | -------------------- | -------------------- | -------------------- | -------------------- | ------------------------------------------------------------------------ | -------------- |
| 2016 | Boombayah (붐바야)                | 7                    | 15                   | —                    | —                    | 196                  | —                    | —                    | —                    | NC*                  |                                                                          | Square One     |
| 2016 | Whistle (휘파람)                  | 1                    | —                    | —                    | —                    | —                    | —                    | —                    | —                    | NC*                  |                                                                          | Square One     |
| 2016 | Playing with Fire (불장난)        | 3                    | 81                   | —                    | —                    | —                    | —                    | 92                   | —                    | NC*                  | Square Two                                                               |                |
| 2016 | Stay                              | 10                   | —                    | —                    | —                    | —                    | —                    | —                    | —                    | NC*                  | Square Two                                                               |                |
| 2017 | As If It's Your Last (마지막처럼) | 3                    | 19                   | —                    | —                    | —                    | —                    | 45                   | —                    | NC*                  | Hors album                                                               |                |
| 2018 | Ddu-Du Ddu-Du (뚜두뚜두)          | 1                    | 7                    | —                    | —                    | —                    | 78                   | 22                   | 55                   | NC*                  | - COR : 2 × Platine - JAP : Platine - FRA : Or - USA : Or - GBR : Argent | Square Up      |
| 2019 | Kill This Love                    | 2                    | 6                    | 18                   | 58                   | 126                  | 33                   | 11                   | 41                   | NC*                  | - COR : Platine - JAP : Platine - FRA : Or - GBR : Argent                | Kill This Love |
| 2020 | How You Like That                 | 1                    | 8                    | 12                   | 66                   | 78                   | 20                   | 11                   | 33                   | 24                   | - COR : Platine - JAP : Platine - FRA : Or - CAN : Or - GBR : Argent     | The Album      |
| 2020 | Ice Cream (avec Selena Gomez)     | 8                    | 22                   | 16                   | 78                   | 135                  | 39                   | 11                   | 13                   | 8                    | - CAN : Or                                                               | The Album      |
| 2020 | Lovesick Girls                    | 2                    | 12                   | 27                   | —                    | 130                  | 40                   | 29                   | 59                   | 2                    | - COR : Platine - JAP : Platine                                          | The Album      |
| 2022 | Pink Venom                        | 2                    | 10                   | 1                    | 32                   | 44                   | 22                   | 4                    | 22                   | 1                    | - COR : Platine - JAP : Or - FRA : Or - GBR : Argent                     | Born Pink      |
| 2022 | Shut Down                         | 3                    | 15                   | 5                    | 31                   | 51                   | 24                   | 7                    | 25                   | 1                    | - JAP : Or - FRA : Or                                                    | Born Pink      |
| 2025 | Jump (뛰어)                       | 3                    | 8                    | 12                   | 8                    | 21                   | 18                   | 19                   | 28                   | 1                    |                                                                          | Hors album     |
| "—" indique que le single ne s'est pas classé dans ce pays * Note : le Billboard Global 200 n'a été introduit qu'en septembre 2020 |                                   |                      |                      |                      |                      |                      |                      |                      |                      |                      |                                                                          |                |

### Collaborations
| Année | Titre                            | Meilleurs classements | Meilleurs classements | Meilleurs classements | Meilleurs classements | Meilleurs classements | Meilleurs classements | Meilleurs classements | Meilleurs classements | Meilleurs classements | Meilleurs classements | Album                      |
| Année | Titre                            | COR                   | AUS                   | CAN                   | FRA                   | FIN                   | IRE                   | NZ                    | SWE                   | UK                    | US                    | Album                      |
| ----- | -------------------------------- | --------------------- | --------------------- | --------------------- | --------------------- | --------------------- | --------------------- | --------------------- | --------------------- | --------------------- | --------------------- | -------------------------- |
| 2018  | Kiss and Make Up (avec Dua Lipa) | 75                    | 33                    | 44                    | 59                    | 15                    | 15                    | 32                    | 32                    | 36                    | 93                    | Dua Lipa: Complete Edition |
| 2020  | Sour Candy (avec Lady Gaga)      | À venir               | À venir               | À venir               | 62                    | À venir               | À venir               | À venir               | À venir               | À venir               | À venir               | Chromatica                 |
| 2020  | Bet You Wanna (feat. Cardi B)    | 34                    | 42                    | 58                    | —                     | —                     | 43                    | 4                     |                       | 62                    | 101                   | The Album                  |

### Autres chansons classées
| Titre                                                                               | Année | Meilleurs classements | Meilleurs classements | Meilleurs classements | Meilleurs classements | Meilleurs classements | Ventes         | Album      |
| Titre                                                                               | Année | COR                   | COR                   | CHN                   | JPN                   | US World              | Ventes         | Album      |
| Titre                                                                               | Année | Gaon                  | Hot                   | CHN                   | Hot                   | US World              | Ventes         | Album      |
| ----------------------------------------------------------------------------------- | ----- | --------------------- | --------------------- | --------------------- | --------------------- | --------------------- | -------------- | ---------- |
| Whistle (acoustic ver.)                                                             | 2016  | 88                    | *                     | 245                   | —                     | —                     | - COR : 31,423 | Square Two |
| Forever Young                                                                       | 2018  | 2                     | 2                     | 15                    | 36                    | 4                     | NC             | Square Up  |
| Really                                                                              | 2018  | 18                    | 8                     | 56                    | —                     | 11                    | NC             | Square Up  |
| See U Later                                                                         | 2018  | 26                    | 10                    | 111                   | —                     | 12                    | NC             | Square Up  |
| "—" signifie que le titre ne s'est pas classé ou n'est pas sorti dans cette région. |       |                       |                       |                       |                       |                       |                |            |

## Clips vidéo
| Année | Titre                                                    | Réalisateur(rice)(s) | Réf.   |
| ----- | -------------------------------------------------------- | -------------------- | ------ |
| 2016  | Boombayah (붐바야)                                       | Seo Hyun-seung       | [ 46 ] |
| 2016  | Whistle (휘파람)                                         | Beomjin J            | [ 47 ] |
| 2016  | Playing with Fire (불장난)                               | Seo Hyun-seung       | [ 46 ] |
| 2016  | Stay                                                     | Han Sa-min           | [ 48 ] |
| 2017  | As If It's Your Last (마지막처럼)                        | Seo Hyun-seung       | [ 49 ] |
| 2018  | Ddu-Du Ddu-Du (뚜두뚜두)                                 | Seo Hyun-seung       | [ 50 ] |
| 2019  | Kill This Love                                           | Seo Hyun-seung       | [ 51 ] |
| 2020  | Sour Candy (vidéo de Lady Gaga) (vidéo avec les paroles) | Team Rolfes          | [ 52 ] |
| 2020  | How You Like That                                        | Seo Hyun-seung       | [ 53 ] |
| 2020  | Ice Cream                                                | Seo Hyun-seung       |        |
| 2020  | Lovesick Girls                                           | Seo Hyun-seung       |        |
| 2022  | Ready For Love                                           | Teddy, VNN           |        |
| 2022  | Pink Venom                                               | Seo Hyun-Seung       |        |
| 2022  | Shut Down                                                | Seo Hyun-Seung       |        |